# Roger Provost
Pour les articles homonymes, voir Provost.
Roger Provost, né à Montréal le 26 juin 1911 et mort le 20 octobre 1964 dans la même ville, est un journaliste, agent d'assurance et syndicaliste québécois. Il est le premier président de l'histoire de la Fédération des travailleurs et travailleuses du Québec (FTQ), poste qu'il occupe de 1957 jusqu'à sa mort en 1964. 

## Biographie

### Enfance et formation
Roger Provost est né à Montréal en 1911. Son père, Euclide Provost, est syndicaliste. Il occupe notamment le poste de secrétaire du Conseil des métiers et du travail de Montréal (CMTM) en plus d'être le fondateur ainsi que le premier secrétaire du Cercle Léon XIII (aux origines des syndicats catholiques). Roger Provost fait ses études au Collège de Saint-Jean avant d'obtenir un baccalauréat ès-art de l'université de Montréal en 1930. 

### Débuts professionnels et syndicaux
Provost occupe plusieurs emplois avant de devenir président de la FTQ. Journaliste, inspecteur d'assurances ou encore employé de banque, il se démarque notamment lorsqu'il tente de syndiquer la Banque canadienne Nationale en 1942. En 1947, il devient représentant de l'Union des chapeliers puis, un an plus tard, il est élu secrétaire du CMTM. 
Poursuivant son ascension, Roger Provost est élu à la tête de la Fédération provinciale du travail du Québec (FPTQ) en 1950. Alors que l'anticommunisme gagne une partie du monde syndical, il sera également nommé directeur québécois des Ouvriers unis du textile d'Amérique (OUTA) en 1952, après que Kent Rowley, directeur à l'époque, se soit fait évincer pour « activités communistes ». 

### Président de la FTQ (1957-1964)
À la suite de la fusion de la Fédération provinciale du travail du Québec (FPTQ) et de la Fédération des unions industrielles du Québec (FUIQ), la Fédération des travailleurs du Québec (FTQ) naît à Québec le 16 février 1957. La même journée, Roger Provost devient le premier président de l'organisation. Il organisera la grève des mineurs de Murdochville en 1957 et mènera en 1964 une lutte pour les droits syndicaux dans les secteurs publics et parapublics. Provost fut également l'un des membres fondateurs du Nouveau Parti démocratique du Québec (NPD) et de son comité de direction provisoire. 

### Mort
Roger Provost meurt le 20 octobre 1964, à l'âge de 53 ans, des suites d'une brève maladie.